# گنج‌های راکام
گنج‌های راکام (در ترجمه‌های بعدی به فارسی: گنج راکام سرخ‌پوش و گنج راکهام سرخ‌پوش)‌(به فرانسوی: Le Trésor de Rackham le Rouge) دوازدهمین کتاب از مجموعهٔ کتابهای مصور ماجراهای تن‌تن و میلو است. این کتاب دنباله‌ای بر راز اسب شاخدار است و برای اولین بار در سال ۱۹۴۴ میلادی توسط هرژه نوشته، طراحی و به چاپ رسید.
در این کتاب بود که هرژه برای اولین بار شخصیت پروفسور تورنسل را خلق کرد و خوانندگان را با  قصر مولَنسار (مارلین اسپایک در نسخه‌های انگلیسی) که قصر اجدادی کاپیتان هادوک بود، آشنا کرد.

## چاپ اول
- در بلژیک: Casterman
- در ایران (ترجمه فارسی): انتشارات یونیورسال

## تعداد صفحات
- در ایران: ۶۲ صفحه
- در بلژیک: ۶۲ صفحه
- در انگلیس: ۶۲ صفحه
- در آمریکا: ۶۲ صفحه
- در فرانسه: ۶۲ صفحه

## داستان

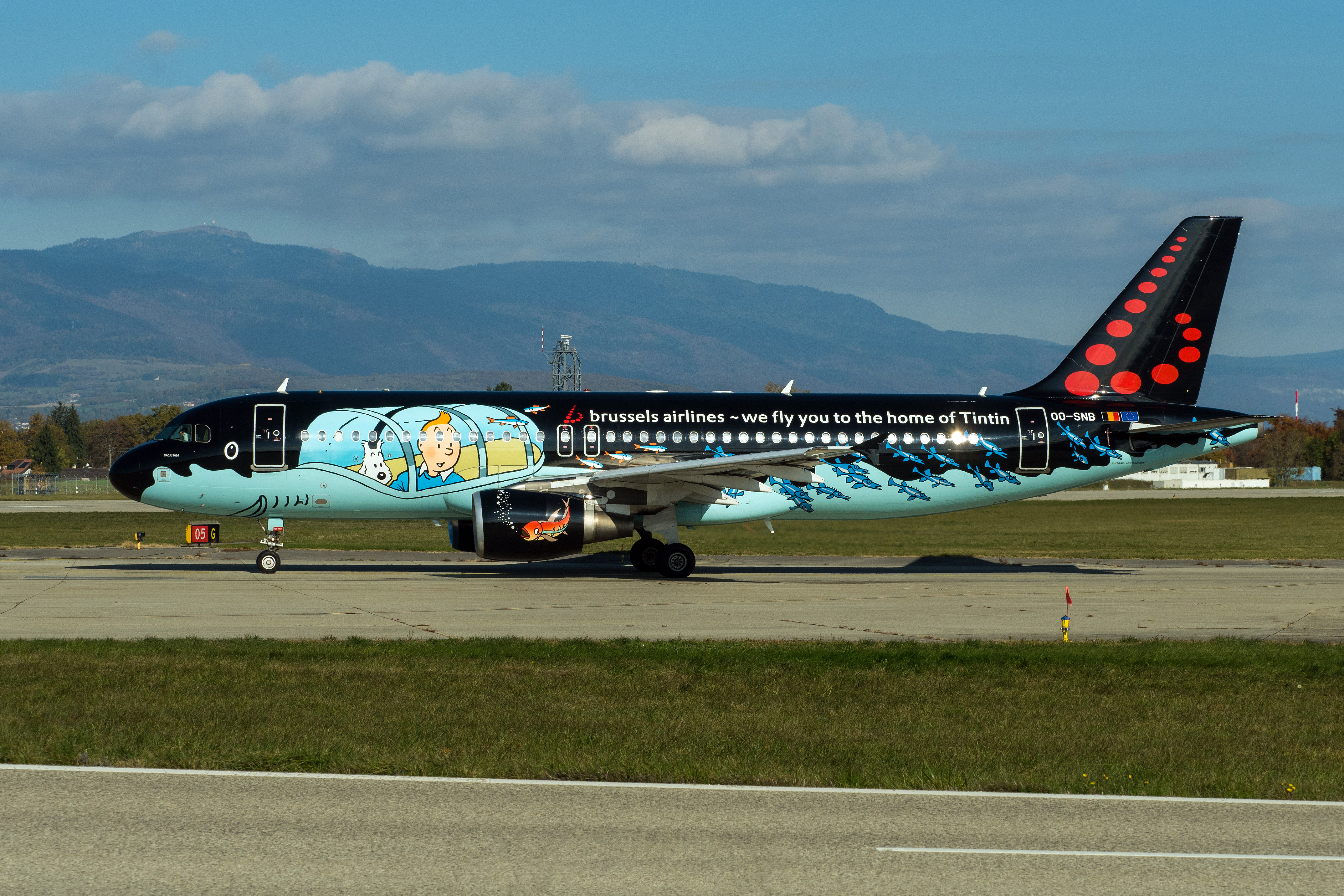
گنج ردرکهام

در ادامه ماجرای اسرار اسب شاخدار، تن‌تن به همراه کاپیتان هادوک و دوپونت‌ها عازم جزیره‌ای در اقیانوس اطلس می‌گردند تا گنج سر فرانسیس هادوک را که به گمان آنها در آب‌های اطراف آن جزیره دفن شده‌بود پیدا کنند.
در این ماجرا پروفسور کاتبرت تورنسل برای اولین بار دیده می‌شود. وی اختراع خود را که یک زیردریایی می‌باشد در جریان اکتشافات در اقیانوس اطلس مورد آزمایش قرار می‌دهد و سرانجام کاپیتان هادوک با پولی که دولت در برابر امتیاز این اختراع به پروفسور می‌دهد، قصر اجدادی خود یعنی مارلین اسپایک را خریداری می‌کند و سرانجام گنج اجدادیش را در زیر زمین همین قصر پیدا می‌کند.
گنج‌های راکام، آغاز زندگی جدید هادوک و سایرین در قصر مارلین اسپایک است.

## آیا می‌دانستید
- واژهٔ راکام در داستان این کتاب، از ماجراهای جک رکهم، دزد دریایی معروف انگلیسی الهام گرفته شده‌است.

و نام های کتاب در چندین ناشر و به عقیده بعضی از مترجمان 
گنجهای راکام اتشارات یونیورسال 
گنجهای راکام سرخ زرین
گنج راکهام سرخ‌پوش در رایحه اندیشه ، فروزش و اعجاز علم